# Symbolanthus vasculosus
Symbolanthus vasculosus är en gentianaväxtart som först beskrevs av August Heinrich Rudolf Grisebach, och fick sitt nu gällande namn av Ernest Friedrich Gilg. Symbolanthus vasculosus ingår i släktet Symbolanthus och familjen gentianaväxter. Inga underarter finns listade i Catalogue of Life.